# Semana Santa en Ayacucho
La Semana Santa en Ayacucho es la festividad religiosa y cultural más importante de esta ciudad y constituye una de las muestras de fe y sincretismo religioso más destacadas de Latinoamérica y una de las más congregadas, por debajo de las realizadas en Sevilla. De origen español y realizada con variaciones desde la época virreinal, es una representación de la pasión y muerte de Cristo en una versión que mezcla la tradición católica con unos matices andinos, propios de Ayacucho y -en general- de la zona sur del Perú. Es declarada como Patrimonio Cultural de la Nación por el Ministerio de Cultura en 2022.
Realizada ininterrumpidamente desde hace más de 150 años y con una duración inusual de diez días, la Semana Santa es un evento masivo de fe e identidad cultural de la sociedad ayacuchana. Algunos de ellos se emiten por Internet.

## Historia

### La Semana Santa en elsigloXX
Aunque la Semana Santa fue posiblemente celebrada en la ciudad de Ayacucho desde la época virreinal, su importancia y parte de su estructura actual provienen de mediados del siglo XX, de la coyuntura derivada del auge de la explotación del guano. Durante este período se hizo coincidir la celebración con el circuito de ferias ganaderas rurales que empiezan días antes en la cuenca del río Pampas y culminan el Sábado de Gloria en el cerro Acuchimay. En dicha época se instituyeron algunas de las procesiones emblemáticas que aún se siguen manteniendo en nuestros días, como la procesión del Domingo de Ramos y otras ya desaparecidas, como la procesión de la Virgen de la Soledad del templo de Santo Domingo el Viernes Santo.
Los días Lunes y Martes Santos salían pequeñas procesiones pero de forma interrumpida. La Semana Santa ayacuchana mantuvo la siguiente estructura en la referida época:
- El Viernes de Dolores con «la procesión del crucificado en la parroquia de la Magdalena [cuyas] andas estuvieron regularmente adornadas»
- El Domingo de Ramos con la procesión del Señor del Triunfo desde el templo de Santa Teresa hacia la Catedral.
- El Miércoles de Encuentro con la procesión de Jesús Nazareno del templo de Santa Clara.
- El Jueves Santo, con la romería a los monumentos eucarísticos.
- El Viernes Santo con la procesión de la Virgen de la Soledad, del templo de Santo Domingo.
- El domingo de Pascua con la procesión de Resurrección que salía de la Catedral en la madrugada.

Las ceremonias de Semana Santa presentaban algunos detalles que todavía mantienen en la actualidad, como las cenefas de cera que adornan las andas o el estallido de bombardas y cohetes en Pascua. José María Arguedas consideraba que estas cenefas de cera son de procedencia colonial y junto con la forma dialectal del quechua, la arquitectura huamanguina o la danza de las tijeras constituyen un indicador cultural de la existencia del área «pokra-chanka» conformada por los territorios de Huancavelica, Ayacucho y Andahuaylas.
Durante esa época, la Semana Santa se convirtió en una «infracción solemne del orden cotidiano» por la interacción desacostumbrada de los diferentes grupos sociales de la ciudad y que amenazaba con quebrar durante el tiempo festivo las rígidas fronteras sociales existentes en esa época. La fiesta reflejaba gráficamente los cambios que la sociedad local experimentaba en dicha época, caracterizados por la aparición de un grupo de terratenientes vinculados a la producción de trigo que progresivamente ingresaban a la vida política enarbolando un discurso liberal en confrontación con la élite burocrática y militar, y por la consolidación de los gremios de carniceros, vivanderas y artesanos de los barrios de la ciudad de Ayacucho:

«Es muy indecente, ridículo e impropio el que se ponga fuerza a la chusma y gente rotosa a que alumbre la imagen del Salvador que sale de Santa Clara, porque [...] importa la indevoción de la sociedad que se aprecia decente, que de algún modo da a entender que renuncia a tal redentor, pues tiene vergüenza o empacho de tomar una vela y acompañar al Señor. Los que son de estas ideas pregunten a los de mayor edad y sabrán que en aquellos tiempos nadie de los que se llaman decentes se escusaban [sic] de alumbrar a Jesús Nazareno y con qué espíritu, mas en estos tiempos hasta los maricones y marimachos ya tienen vergüenza de acompañar alumbrando en la procesión de miércoles santo.»
La Bandera de Ayacucho, 1864: n° 30). 

### La Semana Santa y la jerarquía eclesiástica de la primera mitad delsigloXX

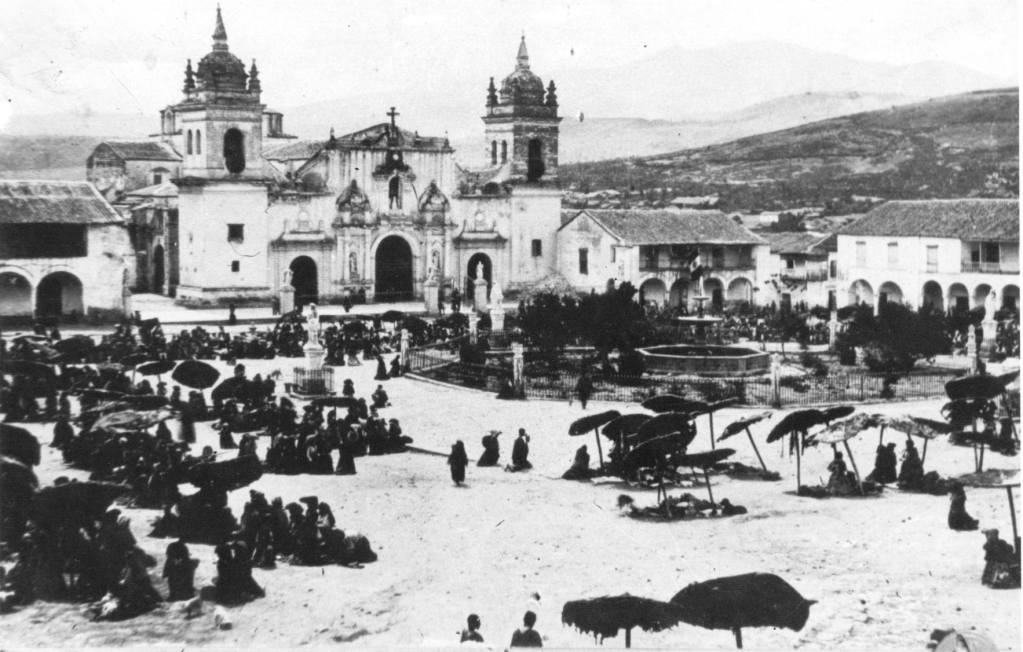
El Angelus en la víspera del Domingo de Resurrección en la Plaza de Ayacucho.

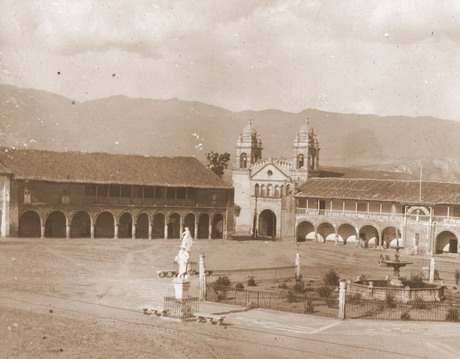
Plaza ayacucho 1920.

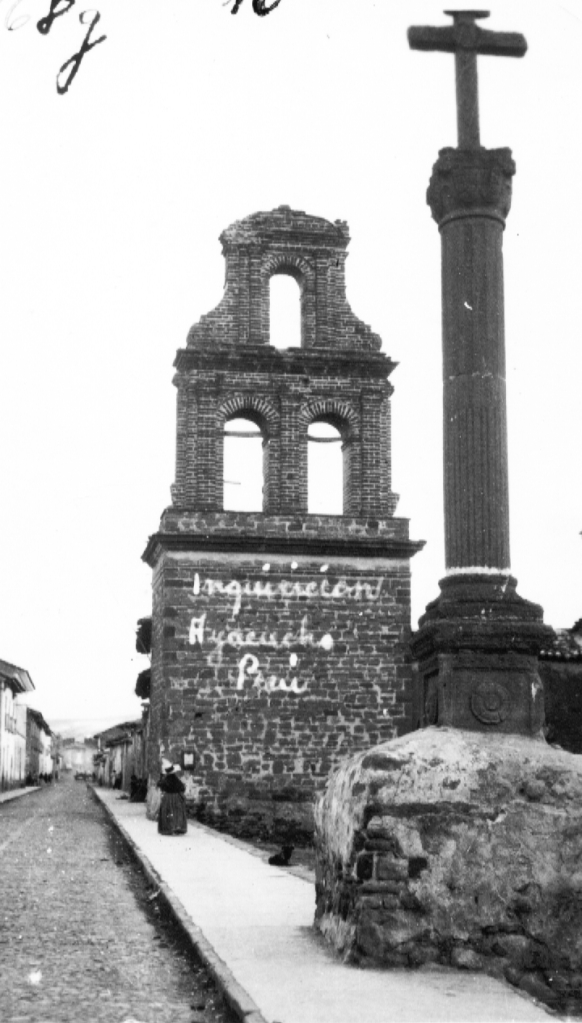
Esquina del tempo de Santo Domingo en 1924. Lugar del canto del Apuyaya Jesucristo en Viernes Santo

En las primeras décadas del siglo XX, en el Perú apareció una iglesia militante que cerraba filas frente a liberales, anarquistas, socialistas, masones y protestante, y a la vez defendía los valores tradicionales, la moral y las buenas costumbres. Para ello, desarrolló algunas estrategias de poder como formar alianzas con las autoridades políticas y militares. En Ayacucho, esta cruzada estuvo a cargo del obispo Fidel Olivas Escudero, quien además de intentar mantener la estructura social jerárquica de la localidad consideró como necesaria la regulación de ciertos rituales y fiestas como la Semana Santa, que eran espacios de dominio público y de relativización de las diferencias sociales.

«En lo futuro sólo tendrá lugar en la mencionada semana la procesión que sale de la parroquia de la Magdalena el Viernes de Dolores, de Santo Domingo el Viernes Santo y de Santa Clara, previéndose que estas procesiones deben ir acompañadas de preste y diáconos y salir a la hora acostumbrada para que concluyendo a horas 9 p.m. en la inteligencia que aún estas tres procesiones suprimiremos en caso de no cumplirse esas condiciones.»
Archivo Arzobispal de Ayacucho, Libro de decretos y resoluciones, 6 de marzo de 1903, fol. 186.

Con estas disposiciones, no solo se eliminaron formalmente las procesiones del Lunes y Martes Santo, sino que además se reguló la participación de los actores sociales en cada etapa del ritual por edad, género y clase social. Por aquellos años además los efectivos del ejército o de la policía fueron incorporados al cortejo fúnebre, con la aprobación de la jerarquía eclesiástica y de los fieles que participaban en ella. Así, la Semana Santa quedó configurada del siguiente modo:
- El Viernes de Dolores como primer día de fiesta, con las procesiones del Señor de la Agonía y la Virgen Dolorosa en el barrio de la Magdalena.

- El Domingo de Ramos con la procesión del Señor de Ramos o Señor del Triunfo.

- El Miércoles de Encuentro con la procesión de Jesús Nazareno

- El Jueves Santo con la romería a los monumentos eucarísticos.

- El Viernes Santo con las procesiones del Señor del Descendimiento o del Santo Sepulcro y de la Virgen de la Soledad o Dolorosa

- El Domingo de Pascua con la procesión del Señor de la Resurrección.

Una distinción de la época fue también la forma de las andas en las que se pasean las imágenes: mientras que en la mayoría de las procesiones las andas de las otras procesiones de Semana Santa son adornadas con «cascos», frutos, cirios y waytas de cera acomodados sobre un armazón de maguey que es recubierto con cintas y triángulos de papel blanco y plateado, hay otras que son bastante sobrias y sin ningún tipo de recubrimiento.
En efecto, las andas de Jesús Nazareno del Miércoles de Encuentro, por ejemplo, presentan cuatro caras bellamente adornadas con cenefas de cera que rodean a la imagen y que rematan en un dosel que actúa como palio. Las del Viernes Santo no tienen caras de cera o dosel alguno; al contrario, el Cristo yaciente es paseado en una «urna de cristal».
Por otro lado, la imagen de la Dolorosa era acomodada sobre una plataforma cubierta con tela blanca y cintas plateadas, con cirios encendidos en cada uno de sus cuatro ángulos, y que culmina en una cruz con un paño blanco que se despliega desde su travesaño, sutilmente acomodada detrás de la imagen. Años después, la urna y la plataforma fueron cambiadas por las bellas andas talladas en madera que hoy salen en el cortejo.
De este modo quedó configurada la Semana Santa ayacuchana hasta mediados de siglo, como «una performance que reproducía las rígidas jerarquías que se habían establecido en la sociedad local en la primera mitad del siglo XX». Durante esta época, en Ayacucho existían dos grupos sociales y étnicamente diferentes: los terratenientes, propietarios de las haciendas, que en ocasiones también ejercían los puestos públicos y los campesinos que vivían en las comunidades o trabajaban en las haciendas en condiciones de explotación. Entre estos grupos estaban además los mestizos, que también eran propietarios de predios rurales o se dedicaban a las actividades comerciales y manufactureras, y los grupos de inmigrantes extranjeros que habían empezado a instalarse en las ciudades de Ayacucho y Huanta dedicándose al comercio. Todos ellos participaban de la fiesta, pero de manera diferenciada.

### Semana Santa y turismo en la segunda mitad delsigloXX

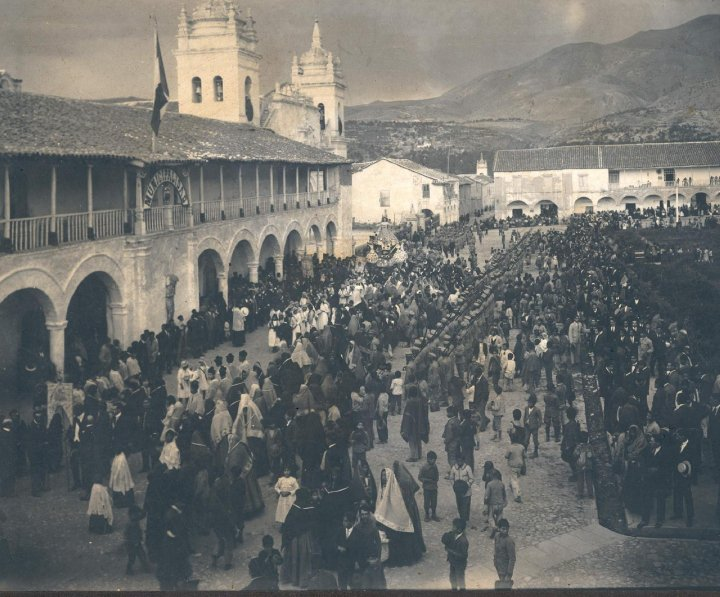
Procesión en Ayacucho

Ya a inicios de la década del 1960, con un espíritu más pedagógico e iluminado por la ola reformista de la Iglesia Católica, el arzobispo de Ayacucho, Otoniel Alcedo, restituyó las procesiones de los días Lunes y Martes Santo, que habían sido suprimidas por la disciplina clerical de su antecesor. El periódicoaea de la Iglesia Católica informaba lo siguiente sobre las nuevas reformas de la Semana Santa:

«Las procesiones de la Semana Santa en Ayacucho tienen prestigio y fama tradicionales. A tono con esta forma se ha comenzado a dar mayor solemnidad a las existentes, como el del Miércoles de Encuentro, Viernes Dolores, Santo Sepulcro y Pascua de Resurrección, y hacer revivir a las que fueron suprimidas el año 1917, como las de lunes y martes santo; estas últimas salieron del templo de la Amargura y de San Francisco de Asís, organizadas por el R. Arístides Gutiérrez, capellán, y el R. P. Bernardino Idoyega, párroco de San Juan Bautista, con un recorrido por las principales calles de la ciudad y la plaza Sucre.»
El Estandarte Católico, 1962. N° 1509).

Tras la restitución de las procesiones suprimidas, la fiesta entonces quedó configurada de la siguiente manera:
- El Viernes de Dolores con las procesiones del Señor de la Agonía y de la Virgen Dolorosa en el barrio de La Magdalena.
- El Domingo de Ramos con la entrada del chamizo y la procesión del Señor de Ramos.
- El Lunes Santo con la procesión del Señor del Huerto que salía de la iglesia de La Merced.
- El Martes Santo con la procesión del Señor de la Sentencia del templo de La Amargura.
- El Miércoles de Encuentro con las procesiones de Jesús Nazareno, la Virgen Dolorosa, San Juan y la Verónica del templo de Santa Clara.
- El Jueves Santo con la romería a los monumentos eucarísticos.
- El Viernes Santo con la procesión del Santo Sepulcro y la Virgen Dolorosa de la iglesia de Santo Domingo.
- El Domingo de Pascua de Resurrección con la procesión del Cristo Resucitado que sale de la Catedral.

Así, la Semana Santa adquirió el estatus de una celebración espectacular de diez días. Es que para esta época en la ciudad ocurría un reacomodo de su estructura social y mental, originado por la reapertura de la Universidad de San Cristóbal de Huamanga (a quien se le encargó la procesión del Lunes Santo) y por la influencia creciente del sector estatal (el Poder Judicial tendría el encargo del Martes Santo), y caracterizado por la aparición de una clase media compuesta por profesionales y comerciantes, el crecimiento de un sector popular y la secularización de las costumbres e ideas religiosas.
La fiesta se convirtió en espectáculo debido a la afluencia de visitantes tanto nacionales como extranjeros que fue tomada en cuenta por la jerarquía eclesiástica acaso interesada por la presencia de turistas en la representación, ahora que Ayacucho empezaba a ser considerado como destino turístico. Por tal motivo, el arzobispo Alcedo propició la formación de una Comisión de Semana Santa que velase por la adecuada organización de la fiesta y elaborase un programa general que incluya principalmente las ceremonias religiosas y las procesiones.
Sin embargo, pese al carácter espectacular que adquirió, la fiesta sin embargo continuó reproduciendo el esquema de jerarquía y exclusión social que provenía de los tiempos del arzobispo Otoniel Alcedo. Así, el Viernes Santo mantuvo el protagonismo de la élite local que, dividida por género, participaba de la procesión, tal como lo notó la reportera de turismo Alfonsina Barrionuevo, quien presenció la Semana Santa ayacuchana en 1965:

«Desde el virreinato la procesión del viernes santo ha sido una procesión de caballeros. Los magistrados de la Corte Superior de Justicia reemplazan a los condes y marqueses que hicieron suya la procesión del Santo Sepulcro. Había que tener blasones para llevar al Cristo yacente [sic] que va por delante. Atrás las damas acompañaban a la Virgen de los Puñales y los negritos, que alguna vez hubieron, alumbraban su camino con grandes cerones».
 Alfonsina Barrionuevo.

### Semana Santa y sociedad local contemporánea
La Semana Santa ayacuchana, al ser configurada por la Iglesia Católica hasta en dos oportunidades, quedó transformada entonces en la principal fiesta religiosa de Ayacucho, en la que participaban los distintos grupos sociales de la localidad de forma segmentada y excluyente, generando una distinción social durante el tiempo festivo. Sin embargo, a medida que se convertía en una representación festiva que reunía a devotos y turistas, terminó configurándose a la vez como una «instancia de reestructuración social y de socialización» (Briones, 2008) en la que los individuos y los grupos sociales adquieren presencia protagónica al expresar, restablecer y remodelar las relaciones sociales ordinarias, incluso de manera algo tensa o conflictiva, llegando además a afirmar una identidad en relación con su participación en la fiesta.
En los tiempos actuales, la Semana Santa es, para ciertos autores, una performance, puesto que integra dos formas de expresión y representación: una litúrgica-ritual y otra festiva-popular, que marchan alternándose hacia la celebración del gran final: la Pascua de la Resurrección de Cristo, la fiesta más importante de la ciudad y de todo el departamento de Ayacucho. Precisamente, con la expresión festiva popular se inicia y moldea la performance y esta corre a cargo de los mayordomos de Pascua de Resurrección.
Mientras que la fase litúrgica-ritual se inicia el Viernes de Dolores con la procesión del Señor de la Agonía y de la Virgen Dolorosa en el barrio de La Magdalena, la representación festiva popular empieza mucho antes, el año anterior, en el momento de culminación de la Semana Santa precedente, cuando los mayordomos o cargos (una pareja de esposos) reciben simbólica y formalmente antes de que culmine la procesión a través del Watacuy. A partir de entonces, inician los preparativos para la fiesta del siguiente año, comprometiendo a sus colaboradores o aynis, buscando a un cabecilla de mulas o uma que será el encargado de reclutar y dirigir las piaras en la entrada de chamizo del Domingo de Ramos, y contratando a un adornista de andas o cerero para el arreglo del anda. Teniendo todo listo, inician la representación primero en el tiempo de los carnavales, mes y medio antes de la fiesta cuando entregan los presentes o killis en la Catedral y, posteriormente, el Sábado de Gloria o víspera de la entrada de chamizo.

## Sincretismo
La Semana Santa casa perfectamente con la estructura arquetípica de la fiesta andina, compuesta por tres momentos de celebración: la víspera, el día central y el día posterior de despedida o kacharpari. Así, el Taripakuy, la entrada de chamizo el Domingo de Ramos, el Trono Watay y el arascasca popular del Sábado de Gloria constituyen las celebraciones de la víspera; la procesión del domingo de Pascua de Resurrección y el agasajo que los mayordomos ofrecen a sus colaboradores son las celebraciones del día central, y el Trono Pascay y el arascasca popular del miércoles siguiente constituyen la despedida de la fiesta.
Pero esta es diferente a las demás porque entre la entrada del chamizo y el día central se impone una larga pausa de recogimiento en la que se representa el rito litúrgico del Triduo Pascual, con las procesiones que ya hemos mencionado. 

### Entrada delchamizo
«Por la parte Sur de la ciudad vienen los alegres tropeles de las mulas, portando sus cargas de «chamiza» que es la retama seca. Delante de ellas unos indios a pie, lanzando cohetes; y encabezando la comparsa, el «mayordomo», montado en una mula blanca con vistosos jaeces. En seguida pasan, trotando y resonando sobre el piso de piedras, los escuadrones de las mulas. Llega en varias series, acompañadas por algunos indígenas, y artísticamente enjaezadas, con frontales y bridas de lana tejida de colores [...] Dan una vuelta a la Plaza Principal y, entre las voces y los comentarios, las cargas se depositan en una especie de amplio patio que hay junto a la catedral; donde permanecen sin ser tocadas y amontonadas en grandes rimeros, hasta la madrugada del Domingo de Pascua en que la chamiza va a quemarse.»
Aurelio Miro Quesada 

Los arrieros, al hacerse cargo de la mayordomía de Pascua de Resurrección, trasladaron muchas de sus pautas y formas de conducta andinas a la celebración y las simbolizaron en un nuevo contexto festivo; es decir, «inventaron una tradición» que hoy es retomada por los nuevos responsables de la fiesta en un proceso de construcción de una identidad grupal.
Los recientes mayordomos reproducen esta conmemoración al cumplir con cada parte de la representación festiva y para ello incluso portan símbolos que los identifican como huamanguinos con prestigio y responsabilidad. El día de la entrada de chamizo el mayordomo usa sombrero de paja, pañuelo de seda amarrado al cuello a manera de una corbata plastrón, poncho de vicuña y pantalón de montar. Su esposa lleva un sombrero blanco con cinta negra, rebozo sobre los hombros, blusa blanca y un centro largo. Además, ambos lucen una banda roja en el pecho con letras doradas que aluden al cargo y con orgullo responden a cuantos preguntan por la función que estas circunstancias cumplen.

### Andas
Las ceremonias de Semana Santa presentaban algunos detalles que todavía mantienen en la actualidad, como las cenefas de cera que adornan las andas o el estallido de bombardas y cohetes en Pascua. José María Arguedas consideraba que estas cenefas de cera son de procedencia virreinal y, junto con la forma dialectal del quechua ayacuchano, la arquitectura huamanguina o la danza de las tijeras constituyen un indicador cultural de la existencia del área «pokra-chanka» conformada por los territorios de Huancavelica, Ayacucho y Andahuaylas.

### Apuyaya Jesucristo
El Apuyaya (Señor Padre en quechua) es la canción más representativa de la Semana Santa en Ayacucho y una de las mejores representantes de la música ayacuchana. Llamada "himno oficial de la fe india" según Jorge Lira, citado por José María Arguedas. La letra fue escrita por fray Luis Jerónimo de Oré, obispo de Tucumán, hijo de aristócratas huamanguinos. 

## Desarrollo
Con variaciones a lo largo de su historia documentada, la actual Semana Santa de Ayacucho se desarrolla en diez días siguiendo la estructuración siguiente.

### Viernes de Dolores
Aunque oficialmente la Semana Santa inicia el Domingo de Ramos, en Ayacucho la celebración inicia el Jueves anterior con la víspera del denominado Viernes de Dolores, ese día sale en procesión la Virgen Dolorosa y el Señor de la Agonía desde la iglesia de la Magdalena a las 7 de la noche. Por la noche hay quema de chamizo (retama seca) y ninatoros. En el camino de retorno, se produce el cambio de mayordomo (persona elegida para organizar la festividad, por lo general deben ser ciudadanos notables con cierta solvencia económica), en donde el nuevo recibirá un guion de plata para acompañar la procesión.
En esta procesión participan hasta cuatro andas: la Virgen Dolorosa, el Señor de la Agonía, la Verónica y San Juan. Durante la misma y como muestra del ingenio festivo del pueblo, los concurrentes llevan agujas o espinas largas para pincharse mutuamente como una forma de "ayudar al Señor en su dolor". También con agujas e hilos algunos cosen, disimuladamente, los vestidos de unas personas con otras generando confusas e hilarantes situaciones entre los asistentes.

### Sábado de Pasión
Este día llegan desde la provincia selvática de La Mar gran cantidad de palmas de color amarillo y verde, las cuales son distribuidas gratuitamente en la prefectura o vendidas en el mercado local. En la noche, de la Iglesia de Pampa San Agustín, sale la procesión del Señor de la Parra, llamado así debido a que el Señor lleva en la mano un racimo de uvas.

### Domingo de Ramos
A las 7 de la mañana es costumbre que se bendigan en la catedral de Ayacucho, los ramos de flores y palmas que llevarán luego unos niños durante la procesión de Cristo sentado en un pollino.
En las primeras horas de la tarde, ingresan por la parte sur de la ciudad tropeles de mulas, asnos y llamas (alrededor de 300 animales), vistosamente enjaezadas con cintas multicolores y provistas de esquilas y campanillas al cuello, cargando gran cantidad de Chamizo (retama seca). Adelante va el Mayordomo principal, distinguido con la cinta blanquirroja cruzando el pecho, montado en un brioso caballo, elegantemente vestido a la usanza huamanguina. Cabalga portando el Estandarte del Señor de Pascua de la Resurrección, bandera e insignia. Acompañan, igualmente, un pelotón de jinetes, hombres y mujeres, sobre sus caballos debidamente enjaezados y vestidos a la usanza huamanguina; además del señor Prefecto, subprefecto, arrieros y campesinos de las comunidades aledañas tocando sus Waqrapukus (cornetas de cuernos de toro) y lanzando cohetes, anunciando la llegada.
La delegación da una vuelta por la Plaza Mayor y luego deposita la carga de retama en el patio de la Municipalidad, donde permanecerá hasta la madrugada del Domingo de Resurrección donde será quemada en el perímetro de la Plaza.
Una hora después, se realiza la escenificación de la entrada triunfal de Jesús y sus apóstoles a Jerusalén. Desde el Monasterio de Santa Teresa sale una escultura del Señor de Ramos montado en un pollino blanco, acompañado por doce fieles con vestuario judío. Atrás viene otro pollino similar, cargando canastas de frutas. Acompañan al Señor las principales autoridades de la ciudad portando palmas y estandartes. Recorren varias cuadras en línea recta y luego ingresan a la Plaza Mayor, dirigiéndose a la catedral, donde la escultura será desmontada e introducida al templo. Durante su recorrido, los acompañantes entonan cánticos y vivas, batiendo las palmas.

### Lunes Santo

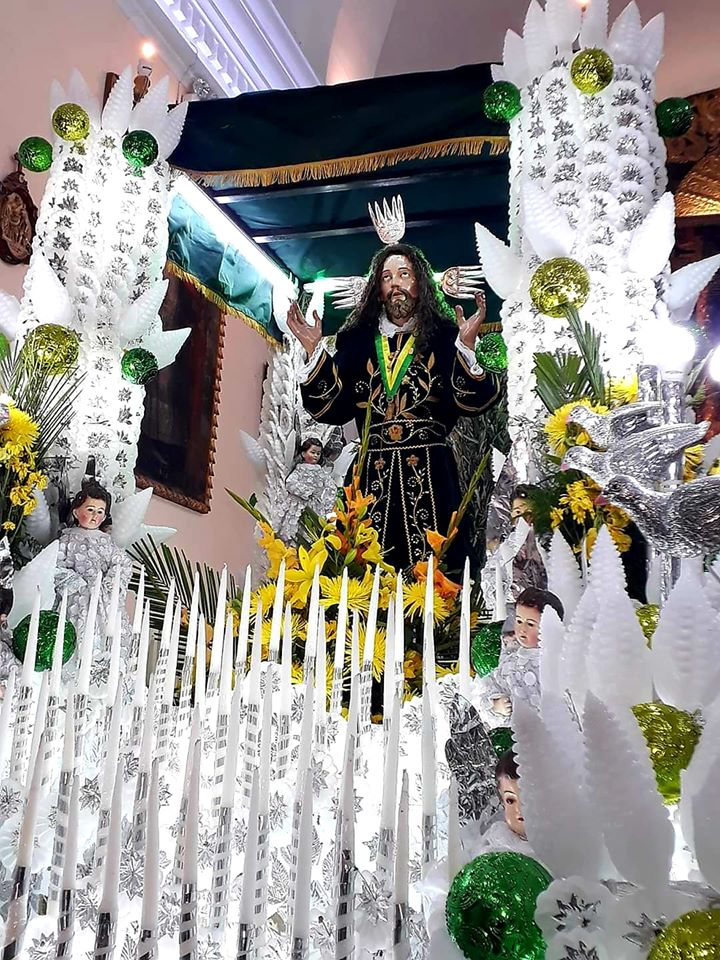
Imagen del Señor del Huerto con la medalla de la Facultad de Agronomía UNSCH

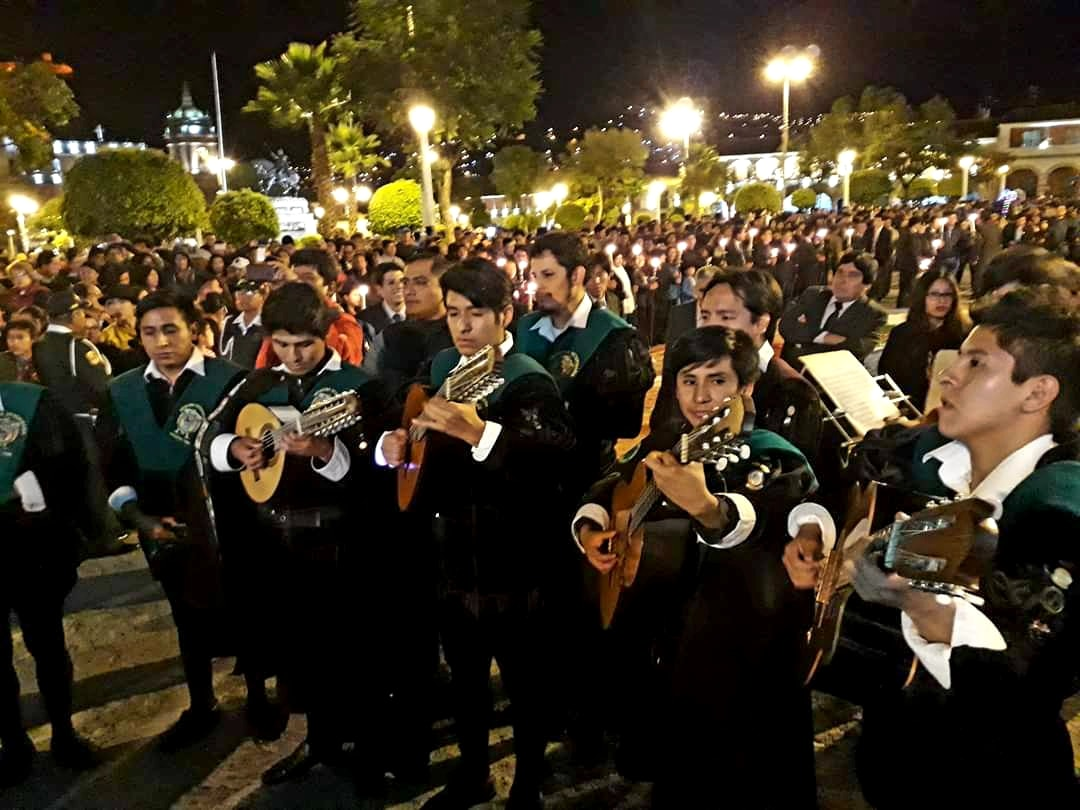
Estudiantina de Ciencias Agrarias

Por tradición, la procesión está a cargo de la Facultad de Agronomía de la Universidad Nacional San Cristóbal de Huamanga. 
Del Templo de La Buena Muerte sale una procesión que lleva la imagen de Jesús del Huerto que recorre la plaza mayor dando una vuelta. En la víspera; se realiza el traslado de cirios y adornos de la casa del adornista, a cargo  de los mayordomos e invitados, para proceder al armado del trono o “trono watay”, el anda es arreglada y adornada con gran cantidad de cirios, piñas y diversas frutas traídas especialmente del Valle del Río Apurímac, además con ramas de olivo. La procesión simboliza la Oración de Jesús en el Huerto de los Olivos de Getsemaní; en ésta no hay cohetes, ya que se trata de recordar un acto de dolor. 
Desde los balcones de la plaza mayor, la Estudiantina de Ciencias Agrarias entona canciones en homenaje a su patrón así como  la Tuna de Medicina Veterinaria. En esta procesión no hay cohetes ni castillos, porque se trata de un acto de dolor que recuerda la captura del señor en el huerto de los olivos

### Martes Santo
Durante la tarde se efectúa el traslado de la imagen de El Nazareno del Convento de Santa Teresa al templo de Santa Clara (para su preparativo para el Miércoles de Encuentro). En la noche, sale en procesión el Señor de la Sentencia, el cortejo sale a las 7 de la noche en la iglesia de la Amargura. Este día se conmemora la captura y sentencia de Cristo por los judíos. La imagen tiene las manos atadas y con signos de haber sido torturado. En su recorrido, se detiene en catorce estaciones para rezar el Vía Crucis, entonando cánticos sacros en quechua y castellano.Por tradición, la procesión está a cargo del Poder Judicial de Ayacucho.

### Miércoles de encuentro
Día de El encuentro, se venera la imagen del patrón de Huamanga, Jesús Nazareno. Decenas de miles de pobladores se congregan alrededor del anda y portan grandes cirios encendidos, momento en que el alumbrado público se apaga. Se ilumina la escena con miles de cirios para el encuentro entre Jesús con la Dolorosa, San Juan, la Verónica y María Magdalena, cuyas imágenes salen de los templos a la calle.
Esta es la procesión que suscita mayor emotividad en la población ayacuchana. La imagen del Cristo Nazareno y de la Virgen Dolorosa, por separado, salen del Templo del Convento de Santa Clara (descrito por Ricardo Palma en su relato de "La Monja Alférez"). Cada uno, en su propia anda y separados una o dos cuadras, seguidos de cientos de fieles compungidos. Días antes, las monjas de clausura preparan y visten a la imagen del Nazareno, que es venerada a lo largo del año. Cuenta la tradición, que las monjas le cortan el cabello y la barba que le ha crecido al Nazareno. Desde horas de la tarde, los vecinos e instituciones de la ciudad elaboran las más vistosas y bellas alfombras de flores y aserrín de colores, en una especie de competencia estética, ofrecidas al paso del Nazareno.
En el perímetro de la Plaza, el anda de la Verónica avanza con rapidez y da el encuentro al Nazareno; ambas andas se aproximan y se inclinan para que la mujer "limpie" la sangre y el sudor del Señor, quedando las huellas impregnadas en el paño utilizado. Luego, la Verónica da el encuentro a San Juan para informarle que estuvo con Jesús; después, ambos, van en busca de la Virgen para comunicarle la triste nueva, mostrándole el paño con que secara el rostro de Jesús. En seguida los tres se dirigen en busca del Nazareno, produciéndose idas y venidas de las imágenes.
Finalmente, el desenlace y momento cumbre se desarrolla en la esquina de la Municipalidad con la antigua Escuela de Bellas Artes. La Virgen encuentra a su hijo, y se inclina tres veces, rememorando el camino al calvario. Las imágenes "conversan" un largo rato, en un marco de expectativa general, ningún ayacuchano se ha quedado en sus casas, la población ha copado toda la Plaza y espera con emoción. En ese espacio de tiempo, los sacerdotes que acompañan ofrecen incienso a nombre del pueblo, con cánticos que entonan los feligreses, dando un ambiente muy espiritual. Luego, las andas abandonan lentamente la Plaza Mayor retornando al Templo de Santa Clara.
Encuentro de Jesús Nazareno y la Virgen Dolorosa en la plaza de Armas de Huamanga,Ayacucho.

### Jueves Santo
Este día el clero renueva sus promesas ante los obispos, los fieles ayacuchanos visitan los monumentos eucarísticos que son preparados en todos los templos católicos de la ciudad. Entre las cinco y seis de la mañana se celebran misas, se arreglan iglesias y hay procesión interna en los templos del Santísimo. Los devotos hacen hervir en un brasero la cazoleta con un conjunto de hierbas aromáticas, luego se consagran los santos óleos; en este día el Obispo de Huamanga hace el lavado a doce menesterosos.
La población y los visitantes acuden a los templos que están adornados con panes, uvas, espigas y corderos de imaginería. Es un día sin procesiones; éstas son reemplazadas por el recorrido de iglesias, que, en Huamanga, por la cercanía de unas y otras se hace muy agradablemente. Los templos están ordenados con panes, uvas, espigas, corderos de imaginería y principalmente con la custodia de cada templo, la copa que lleva la ostia sacramentada.

### Viernes Santo
Se lleva a cabo la gran procesión del Santo Sepulcro, iniciándose al atardecer en la Iglesia de Santo Domingo. Un gran féretro de cristal con la imagen de Cristo, sobre un lecho de rosas blancas, recorre las calles, seguido de la Dolorosa y miles de mujeres ayacuchanas vestidas de riguroso luto. Al salir del templo los fieles cantan la tradicional canción en quechua Apuyaya Jesucristo, que es interpretada posteriormente por la Tuna de la Universidad San Cristóbal a su llegada a La Higuera, en el Portal Municipal de la Plaza Mayor. Es, junto al Miércoles del Encuentro y el Domingo de Resurrección, uno de los principales momentos de toda la Semana Santa.

«Ninguna otra procesión como la del Santo Sepulcro empezó a simbolizar el efecto de las disposiciones disciplinarias del obispo Olivas, puesto que quedó configurada como una ceremonia de "caracteres extraordinarios" debido a la "selecta y ordenada concurrencia de fieles y comitiva oficial" (Excélsior,

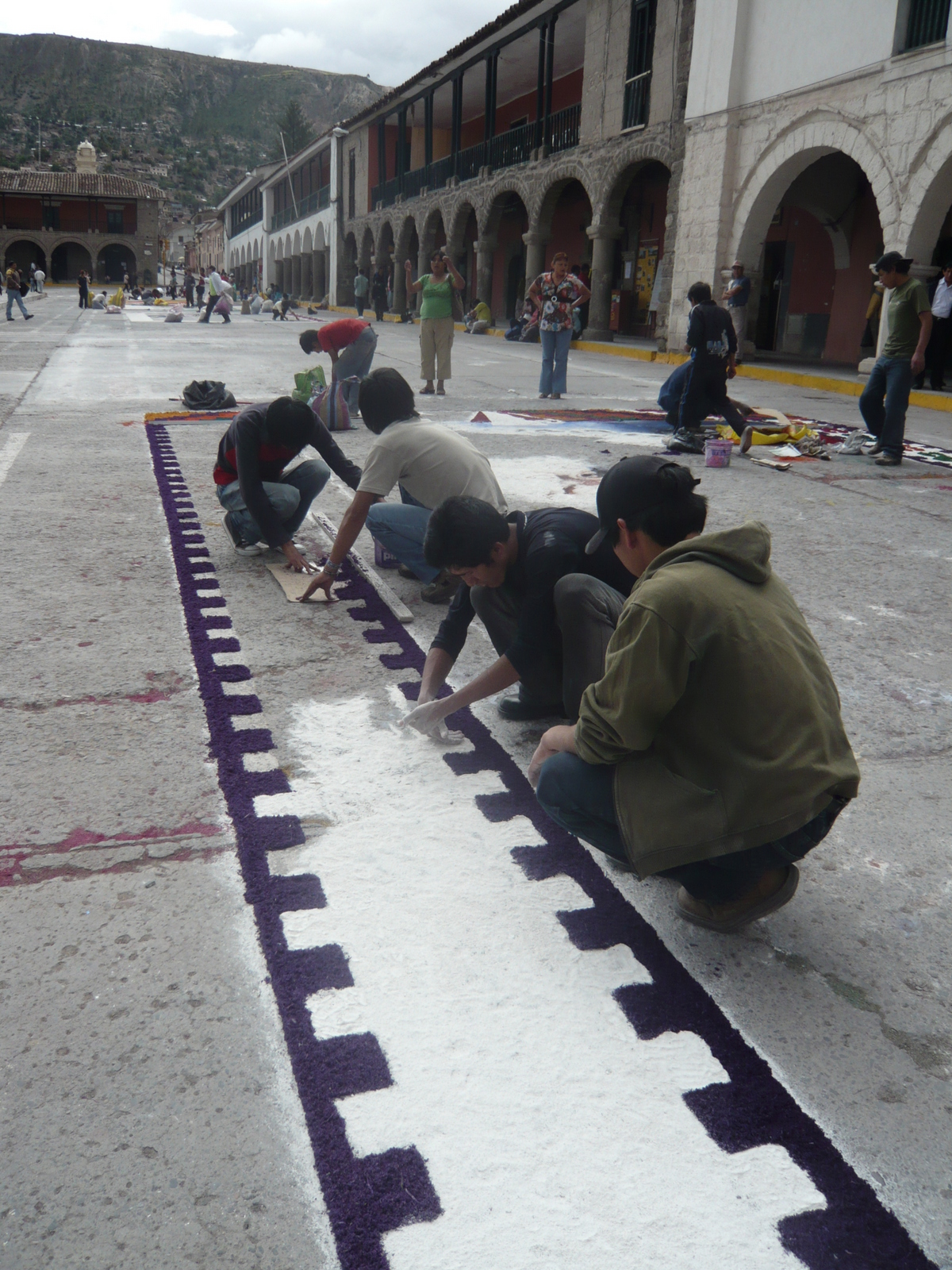
Preparación de alfombras

1944: n° 1116). La comitiva oficial estaba integrada por las autoridades de la localidad que participaban casi de forma obligatoria en la procesión y la "selecta y ordenada concurrencia" estaba formada por integrantes de la élite local que se separaban por género para acompañar las imágenes del Santo Sepulcro y de la Virgen Dolorosa: La urna de cristal que guarda la hermosa imagen del Cristo yaciente de Santo Domingo fue sacada, como es de tradicional nuestra costumbre piadosa, en hombros de jóvenes de nuestra buena sociedad. El cortejo del Santo Sepulcro estuvo formado sólo por hombres, portando el Estandarte el Señor Prefecto del departamento, escoltado por caballeros distinguidos de nuestra mejor sociedad [...] Tras del sepulcro, también en su anda y acompañada por damas y damitas distinguidas de nuestros mejores círculos sociales, hizo el recorrido la imagen de la Dolorosa, advocación de María al pie de la cruz.»
El Pueblo, 1937: n° 1210.

### Sábado de Gloria
Es un día festivo que se inicia con festejos populares, ferias de peleas de gallos, ferias en el cerro Acuchimay, fogatas de chamizo y salen a las calles los morochucos.
En la zona oeste del parque se realiza el Pascua Toro: los toros que van a ser regalados al asilo de ancianos o a la cárcel de la ciudad son paseados por las calles del centro de la ciudad antes de ser entregados; el paseo taurino crea un gran alboroto entre la muchedumbre que se ha congregado en la plaza y calles aledañas. Paralelamente, un fastuoso paseo de chalanes por la ciudad rememora los viejos tiempos y recuerda a los hacendados ayacuchanos del pasado.

«Allá por el siglo XVIII y hasta mediados del siglo XX el ayuno del jueves y viernes santo era muy marcado en Huamanga, ciudad reconocida por su religiosidad. Pero así como ayunaban estos dos santos días el sábado de gloria, en las casas huamanguinas, se disfrutaba del pascua kanka (trozo de carne de res , carnero o cerdo que acompañaban con papas, choclo y puspo) que era degustada en abundancia acompañada de un buen vino o caña de pulkay. Mientras esto sucedía en casi todos los hogares muchos pasaban necesidades, era el caso de los inculpados que cumplían condena en la cárcel de Huamanga, hospital y los ancianitos del asilo, entre otros.
Notando esta diferencia y queriendo cumplir con un acto de caridad algunos hacendados huamanguinos acudían al cerro Acuchimay, donde se realiza una feria popular, donde adquirían toros bravos, para regalarlos uno a la cárcel y otro al asilo de ancianos, eran los llamados "pascua toros", antes de ser entregados estos eran jalados desde el cerro por dos jaladores de vinchos muy bien ataviados, con una montura especial hecha de madera llamada “chawa jara”, la misma que tenía un gancho donde fijaban el lazo que jalaba al toro que, a su paso, alborotaba a la población hasta llegar a la Plazoleta María Parado de Bellido donde eran donados a las instituciones indicadas.

Año tras año se continuó con esta tradición ancestral para mantener la caridad hacia estas dos instituciones, los toros seguían siendo jalados desde el cerro asustando a los pobladores hasta llegar a su destino.»
 Pilar Rojas Gutiérrez

En la zona este del parque, se arreglan las andas para la procesión del Domingo de Resurrección en la Catedral, con la participación de gran cantidad de adornistas y ayudantes. Hay bandas de música en el atrio de la Catedral y se invita en este lugar almuerzo a los asistentes, que se dedican a bailar y tomar.
El Pascua Toro desapareció de la Semana Santa en la década de 1960, cuando el Concilio Vaticano II trasladó la celebración litúrgica de la Resurrección –que la Iglesia exterioriza con la ceremonia de la Vigilia Pascual– de la mañana del Sábado de Gloria a la noche del mismo día. Por ello, el tradicional paseo de toros –con el que el pueblo anunciaba la resurrección– quedó desubicado y poco a poco perdió en importancia, hasta desaparecer del todo.

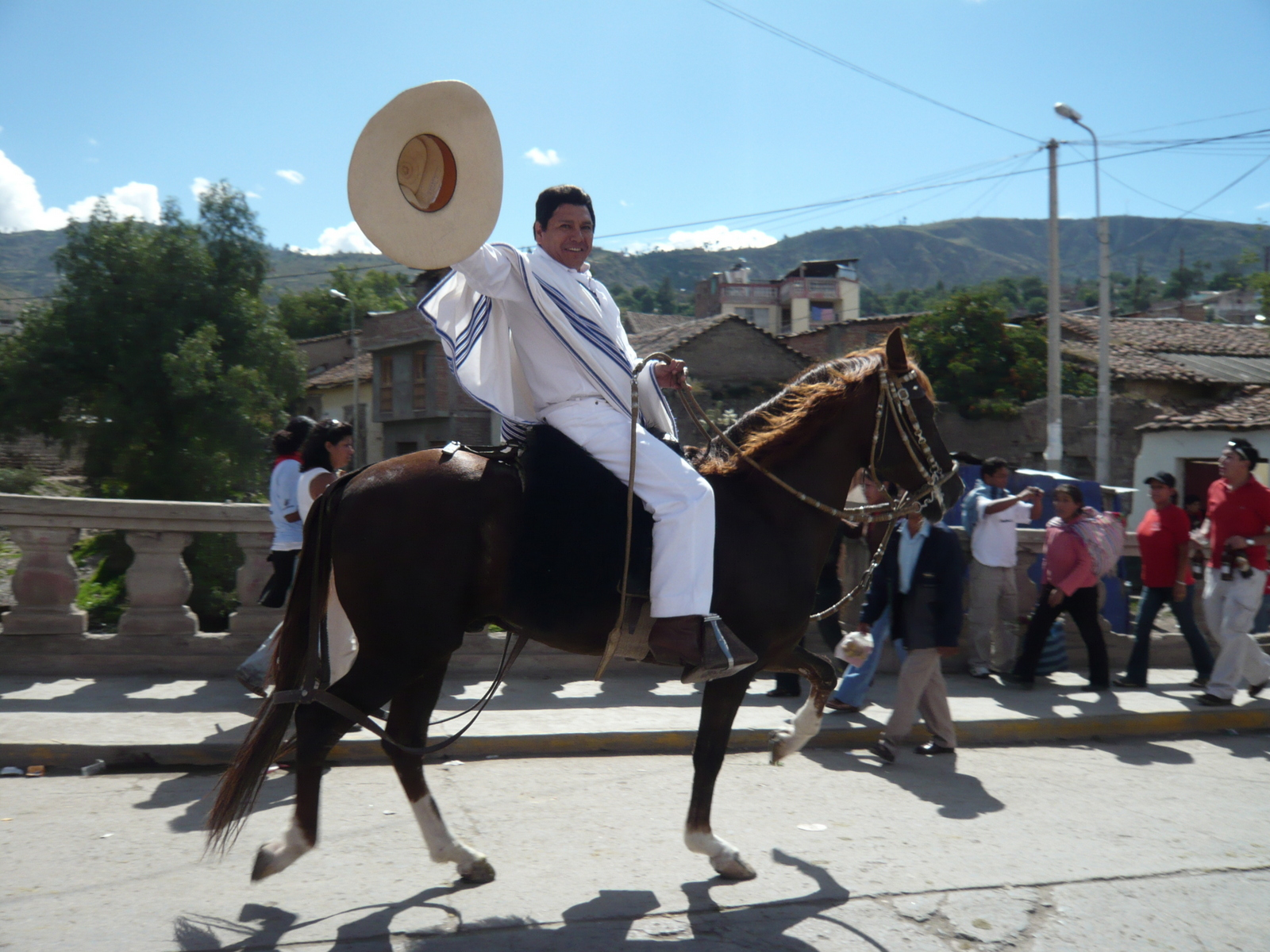
Entrada de los morochucos a la plaza el Sábado de Gloria

Se tuvo que esperar hasta la década de 1990 para que sea restituido con el nombre de jala toro a semejanza de la suelta de vacunos de la fiesta de San Fermín en Pamplona, como simple atractivo turístico dirigido especialmente para los jóvenes. Actualmente, el Obispado de Ayacucho seguía demandando su traslado al Domingo de Pascua de Resurrección, por no guardar relación con el precepto de duelo general que la Iglesia exige para el Sábado de Gloria.

### Domingo de Resurrección
A las primeras horas del alba del Domingo de Pascua, sale la procesión con la imagen del Señor resucitado de la catedral. Su anda, cubierta por cenefas de cera, recorre la Plaza Mayor, y es transportada por cientos de espontáneos y trasnochados cargadores pertenecientes a todos los sectores sociales de la localidad, mientras suenan las campanas de los templos, el traquido de cohetes y la música de las bandas. Antes de que culmine la procesión, los nuevos mayordomos reciben simbólicamente las insignias del cargo y reafirman su compromiso mediante el Waytakuy. Al clarear el día y culminada la procesión, todos participan del agasajo popular que ofrecen los mayordomos salientes. En la tarde se realiza la carrera de caballos conducido por los aguerridos morochucos.
La festividad popular continúa el miércoles siguiente con el desarme del anda o Trono Pascay y con un arascasca con el que se despiden públicamente los mayordomos salientes.
El siguiente domingo, llamado Octava de Pascua todavía mandan celebrar la Misa de Cuasimodo y ofrecen un convido de agradecimiento a sus aynis.

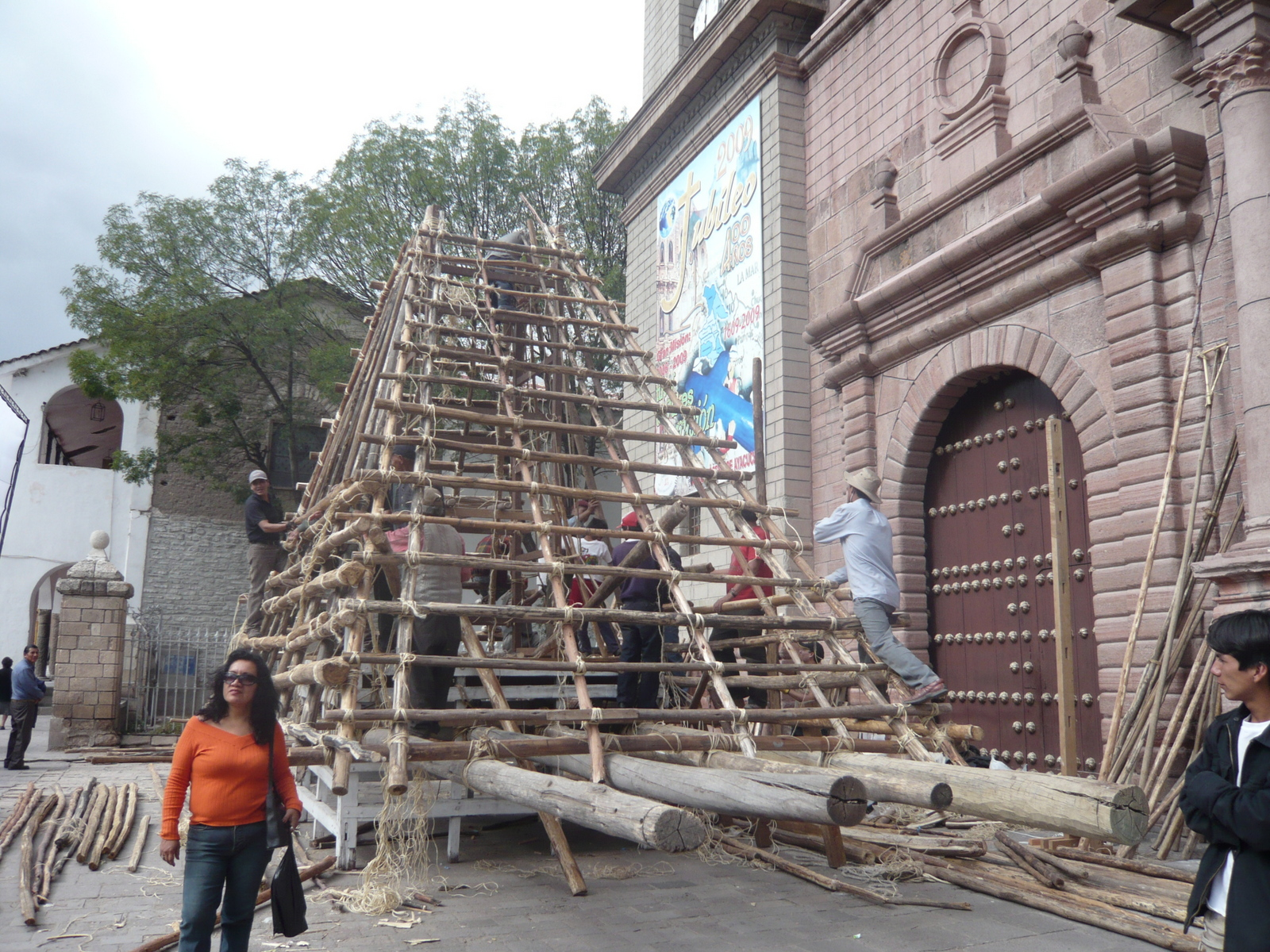
Preparación del anda para el Domingo de Resurrección

## Estructura
La organización de la fiesta corre a cargo del mayordomo, quien debe estar en todas las fases del ciclo festivo, mientras que los demás protagonistas cumplen funciones específicas y limitadas a determinados días. El mayordomo reúne a la gente comprometida con la realización de las obligaciones rituales y a todos aquellos que asisten a la fiesta por placer. Al ser reconocido su esfuerzo por todos, es legitimado en su ubicación social, puesto que todos los sectores de la ciudad le otorgan prestigio y respeto.

Yo me acuerdo que cuando recibí la Pascua, a mí me hicieron la entrevista en ese momento; llegaron tres televisoras: una española, otra chilena y la otra, venezolana. Me preguntaron por qué recibo [la mayordomía de] la Pascua; pero mi respuesta fue concreta: porque yo creo en la vida y acá es Pascua la relación con la vida, y que Huamanga no es muerte y que para mí era más bien un momento como médico.
Rodrigo Quispe Pérez, ex mayordomo de Pascua, en «Historia, memoria, identidad y performance en una fiesta: la Semana Santa de Ayacucho»

### Mayordomo
Los mayordomos, cargos o priostes, que ostentan el cargo de mayor jerarquía son los responsables de la organización y financiamiento de la fiesta. El mayordomo de Pascua de Resurrección debe buscar a sus novenantes, mandar celebrar la misa de fiesta, contratar al adornista para el anda, organizar los agasajos para los colaboradores y el arascasca popular, contratar las bandas de músicos para la víspera y para el día central, etc.

### Amo
El segundo mayordomo o amo se encarga de seleccionar y confirmar a los mayordomos, de guiar el desarrollo y realización de la fiesta y preparar la imagen para la procesión. Desde 1958 la señora Guillermina Ramis Peña es la encargada de estas funciones y por la responsabilidad que asume puede ser considerada como una «segunda mayordomía» en la celebración de la Pascua.

### Aynis del mayordomo
Los aynis del mayordomo o sus colaboradores que enfrentan algunos gastos para la adecuada celebración de la fiesta. Muchos de ellos son familiares del mayordomo, ex mayordomos o futuros mayordomos que al «pasar el cargo» cuentan con el apoyo recíproco del prioste actual. Los aynis son convocados por el mayordomo en el agasajo del día central, luego de la procesión, cuando hace circular un cuaderno entre ellos donde deberán anotar sus ofrecimientos para la fiesta del siguiente año, o el lunes posterior a la Pascua, cuando el mayordomo entrante visita a sus familiares en busca de apoyo. Tiempo después, en las celebraciones de Todos los Santos (1 de noviembre), los aynis son nuevamente agasajados por el mayordomo en sus casas con biscocho y vino; de este modo él les recuerda la colaboración ofrecida mediante este acto denominado yuyachikuy.

### Uma
El Cabecilla de mula o uma, otro ayni del mayordomo, pero que ocupa una posición jerárquica por estar encargado de organizar a los piarantes y a las mulas que transportarán el chamizo a la ciudad el Domingo de Ramos. El mayordomo entrante convoca al Uma poco después de las celebraciones de Pascua de Resurrección, mediante una triple invitación que recibe los nombres de kichkachi, convido y punzada a los piarantes. El kichkachi consiste en un trago que se invita al candidato para Uma. El día del convido se ofrece almuerzo y bebidas y el candidato a uma acepta formalmente la responsabilidad. Luego viene la punzada: el mayordomo y el uma buscan y convocan a los piarantes «caminando de casa en casa» y ofreciéndoles cerveza, caña, gaseosa, coca y cigarro para conseguir las mulas necesarias para el transporte del chamizo.

### Cerero
El adornista o cerero, que es el encargado de construir y desarmar la inmensa anda piramidal de la procesión. Él también es agasajado por el mayordomo con el kichkachi y convido para luego ser contratado para la preparación del trono y de sus adornos. Para tal función cuenta con la colaboración de sus familiares y llega a contratar a un número adicional de trabajadores que son agasajados por el cerero luego de la procesión con un plato de mondongo. Después del Trono Pascuay, en la casa del adornista se baila y se come; la chicha y la cerveza [están] a cargo del mayordomo.

### Invitados y espectadores
Finalmente, aparecen los invitados del mayordomo y los espectadores que participan de la fiesta en los días de víspera, celebración central y despedida.

## Elitismo

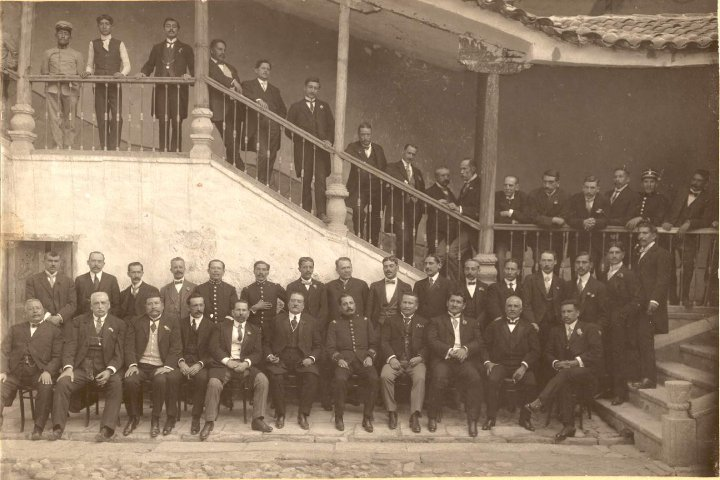
Aristocracia ayacuchana.

Si observamos con detalle las características de las dos representaciones de la Semana Santa contemporánea, notaremos que ambas generan una doble dinámica de socialización: por un lado, diferencian a sus actores protagónicos (cofrades y mayordomos) con el fin de refirmar identidades grupales y, por otro lado, integran a espontáneos individuos pertenecientes a distintos grupos sociales como queriendo matizar aquella distinción social que opera en ambas representaciones. Por ejemplo, en la procesión del Santo Sepulcro, los varones y mujeres de la Hermandad, algunos de ellos pertenecientes a la
élite de funcionarios públicos, profesionales o empresarios de la localidad, ocupan una posición central en el desfile fúnebre, distinguiéndose de los demás por organizar la procesión, cargar las andas con las imágenes que participan del cortejo o por estar vestidos de riguroso luto. Por el rol protagónico que detentan en la representación del Viernes Santo son señalados constantemente por los otros grupos sociales como «elitistas» y la procesión en la que participan es considerada como ceremonia de la «pequeña burguesía» local (González y Carrasco, 2004: 63). Frente a estas acusaciones responden señalando que el ingreso a la cofradía es libre.

«Sólo se solicita que el postulante sea católico, tenga un documento de identidad, cumpla con los estatutos y asista debidamente vestido (con traje oscuro) a la procesión del Viernes Santo»
Wilfredo del Pozo, integrante de la Hermandad

A diferencia del Viernes Santo, en la Pascua de Resurrección, los sectores populares adquieren rol protagónico conjuntamente con los campesinos de pueblos aledaños de la provincia de Huamanga como Tambillo, Ocros, Matará, Acocro,
Chiara, Oveja Cancha o Joypana, que participan en la feria ganadera que se realiza el día anterior (Sábado de Gloria) en el cerro Acuchimay.
Sin embargo, esta representación festiva no es del todo democrática o popular como señalan algunos autores; más bien en ella ocurre una estructuración social de acuerdo a las funciones que cada grupo de protagonistas adquiere en la celebración de las etapas de la fiesta.